# Schloss Mayrhof

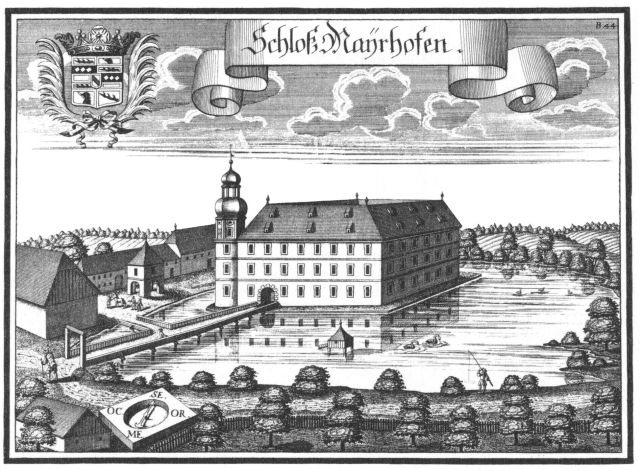
Schloss Mayrhof nach einem Kupferstich von Michael Wening von 1721

Die Reste des Schlosses Mayrhof liegen im Ortsteil Meierhof der Gemeinde Eberschwang im Bezirk Ried im Innkreis von Oberösterreich.

## Geschichte

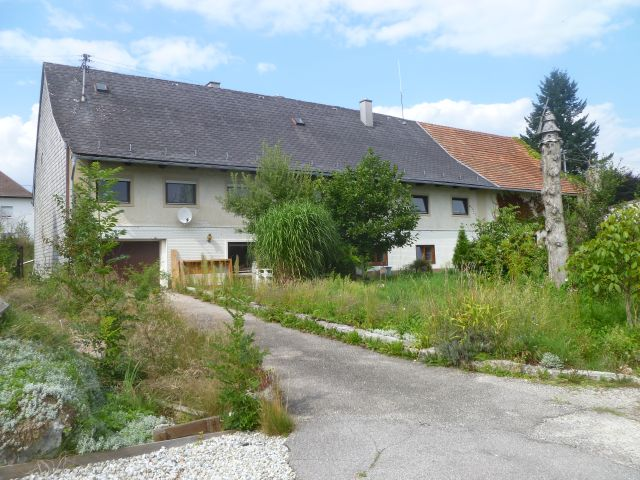
Ehemaliger Meierhof von Schloss Mayrhof

Urkundliche Nachrichten aus dem Mittelalter liegen nicht vor. Als erste Besitzer werden die Albrechtshammen aus der Ortschaft Albrechtsham genannt. Auf diese folgt ein Hieronymus Marschalk, der sich 1479 mit der Tochter des Kaspar Albrechtshammer vermählt hatte. Diese Frau Agnes, geborene Wesen, verwitwete Messenbeck zu Schwendt, brachte Mayrhof als Heiratsgut in die Ehe ein. Um 1506 starb Hans Kaspar Marschalk, ihm folgten seine Söhne Wolfgang und Michael.
1589 kam das Schloss in die Hände der Tattenbachs. Georg Tattenbach (Tatenpeck) († 1624) war Pfleger auf der Marsbach an der Donau. Ihm folgte sein Enkel Johann Ardorf Freiherr von Tattenbach († 1666), Pfleger in Ried im Innkreis. Hans Gottfried Freiherr von Tattenbach († 1648), Herr zu Falkenberg und Mayrhof, war mit Johanna Sabina von Offenheim verheiratet. Aus dieser Ehe stammten drei Söhne und drei Töchter. Ihm folgte Hans Ardolf nach, der zusätzlich die Herrschaften Einburg, Eberschwang, Mayrhof und Utzenaich erwarb. Das Schloss wurde 1668 im Auftrag von Graf Gottfried von Tattenbach-Rheinstein († 1687) als Nachfolgerbau einer früher bestehenden Ablage erbaut. 1735 kam Mayrhof an den Reichsgrafen Max Franz zu Rheinstein und Tattenbach und Graf zu Valley. Mit seinem Nachfolger Josef Ferdinand starb dieses Geschlecht aus und Mayrhof ging 1821 auf dem Erbweg an den Grafen Maximilian von Arco-Valley.
Wie auf dem Stich von Michael Wening zu sehen ist, war Mayrhof(en) ein dreigeschoßiges, stattliches Schloss in Vierkantform mit vorgekröpftem Rundturm an der Ecke links vor dem Eingang. Es stand auf einer Insel in einem Teich, der Zugang erfolgte über eine Holzbrücke. Außerhalb des Teiches standen diverse Wirtschaftsgebäude. Nach der Übernahme durch die Familie Arco-Valley verfiel Mayrhof.
Im 20. Jahrhundert wurde Schloss Mayrhof wegen Baufälligkeit abgetragen. Die ehemals zum Schloss gehörenden Wirtschaftsgebäude sind in einem schlechten Zustand, an der Stelle des Schlosses befinden sich heute Wiesen bzw. Neubauten.